# Jezioro karowe

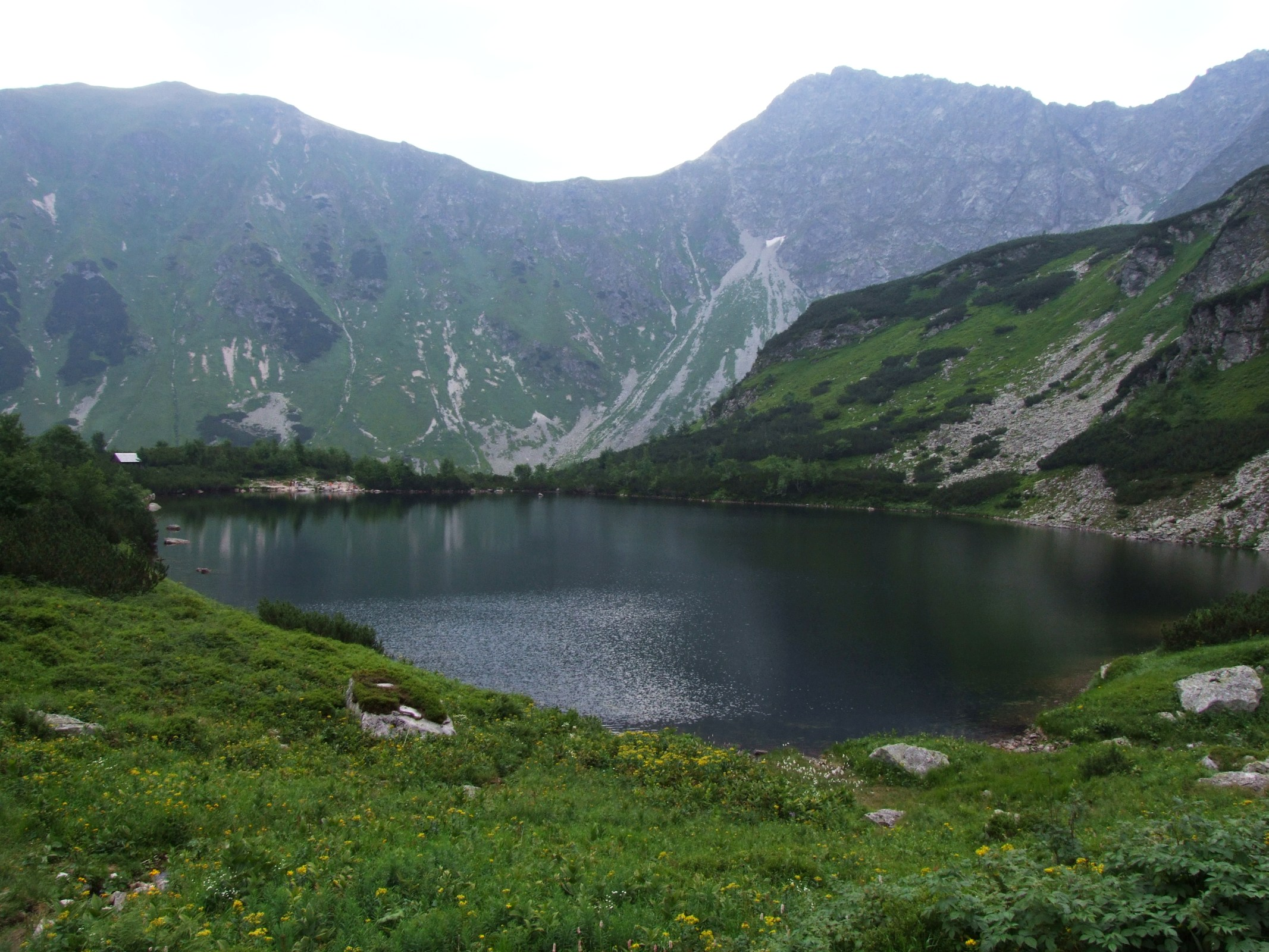
Niżni Staw Rohacki – przykład jeziora cyrkowego

Jezioro karowe, jezioro cyrkowe – rodzaj jeziora polodowcowego, powstałego w obrębie kotła lodowcowego po ustąpieniu lodowca, inaczej mówiąc wody tego jeziora wypełniają obniżenia powstałe w wyniku erozyjnej działalności lodu lodowcowego w miejscu jego gromadzenia, a więc w cyrku lodowcowym. Mają małą powierzchnię, owalny kształt, strome brzegi i są stosunkowo głębokie.

## Przykłady
- Morskie Oko,
- Czarny Staw pod Rysami w Tatrach,
- Wielki Staw,
- Mały Staw,
- Czarny Staw Gąsienicowy.